# Quốc kỳ Bahamas
Quốc kỳ Bahamas (tiếng Anh: Flag of Bahamas) có tỉ lệ xấp xỉ 1:2, được sử dụng chính thức từ ngày 10 tháng 7 năm 1973, ngày độc lập của quốc gia này. Tam giác đều màu đen bên trái đại diện cho sức mạnh và lực lượng của một dân tộc thống nhất. Hướng của tam giác đại diện cho sự nghiệp và lòng quyết tâm của người dân Bahamas để phát triển và xử lý các nguồn tài nguyên thiên nhiên phong phú trên đất liền và biển cả, biểu tượng tương ứng bằng màu vàng kim và xanh berin .
Cờ hiệu dân sự là một cờ hiệu đỏ với chữ thập trắng và quốc kỳ nằm góc trên bên trái. Cờ hiệu hải quân là một cờ hiệu trắng với chữ thập đỏ và cùng vị trí quốc kỳ như cờ hiệu dân sự.

Cờ hiệu dân sự
Cờ đuôi nheo dân sự
Cờ hiệu hải quân
Cờ hiệu hải quân phụ